# Ramón de Ordóñez y Aguilar
El sacerdote Ramón de Ordóñez y Aguilar fue un canónigo que formaba parte del cabildo eclesiástico de Ciudad Real en el Virreinato de Nueva España, hoy San Cristóbal de las Casas, Chiapas, misma ciudad donde nació y, al parecer, también murió (las fechas se desconocen con exactitud pero se supone que vivió de 1739 a 1825). Vivió en Chiapas y en la ciudad de Guatemala. Además de su dedicación a las actividades religiosas, era un estudioso intelectual de las lenguas y antigüedades de Chiapas y Guatemala, que se preocupó por fomentar la actividad cultural en el final del Siglo de las Luces (siglo XVIII). Su gusto por las culturas indígenas prehispánicas se ve reflejado en su libro inédito titulado “Historia de la creación del cielo y la Tierra conforme al sistema de la gentilidad Americana”. Se interesó en el Popol Vuh y lo usó como base para probar sus teorías sobre la ciudad de Palenque, Chiapas.

## Familiares y sus relaciones
La familia de Ordóñez era bastante extensa y, además, con un muy buen nivel social. Sus padres fueron el Sargento Mayor Nicolás Ordóñez de Villaquirán y doña María de Aguiar y Seixas. Tuvo cuatro hermanos: dos hombres, un cura en Chiapas llamado José y otro Manuel quien fue doctor y rector del Colegio Mayor de Santa María de todos los Santos en la Ciudad de México; y dos mujeres, María Teresa y Antonia Rosa. Estaba emparentado con algunas familias de poder de Guadalajara. Una tía suya, por parte materna, tenía relación con el presidente de la Audiencia de Guadalajara, Roque Abarca, por haberse casado con el oidor de México Francisco Antonio de Velasco y Rodera.
El historiador Roberto Romero Sandoval confirma que Ordóñez era “una persona ampliamente conocida dentro de los círculos intelectuales de Guatemala”. Creó un grupo de investigadores para aclarar y explicar el origen y fundación de Palenque. Entre los investigadores se encontraba el fray Tomás Luis de Roca, al regidor de la Ciudad de Guatemala José Miguel de San Juan, al coronel Felipe Sesma y al doctor Pablo Félix Cabrera, con los que tenía muy buena relación. Sin embargo, con este último tuvo un pleito después.

## El redescubrimiento de Palenque
La ciudad maya de Nachan se ubica cubierta por selva en el norte de Chiapas, cerca del Río Usumacinta. Estas antiguas construcciones mayas se les conocen hoy en día como las ruinas de Palenque debido a que el municipio donde se ubican lleva el mismo nombre. A pesar de que hoy en día las ruinas de Palenque es uno de los sitios más importantes de la cultura maya, su descubrimiento se remonta en el año de 1773, cuando Ramón de Ordóñez y Aguilar la visitó, debido a algunos rumores que existían sobre una ciudad formada por casas de piedra. Se dice que viajó desde San Cristóbal de las Casas. Además, convenció a Esteban Gutiérrez de la Torre, Nicolás de Velasco y a su hermano, José Ordóñez, de visitar esa ciudad.  Así, por primera vez existió un registro de la existencia de esta ciudad y, además, se le prestó atención. El chiapaneco Ordóñez reportó su visita al Capitán General de Guatemala, José Estacherría, más de diez años después, en 1784. Este informe fue el que dio origen a las posteriores investigaciones. La siguiente es una cita del sacerdote Ordóñez:
“Ilustrísimo señor: Me han asegurado que informado el rey de que, en términos del pueblo de Palenque, que es de la Provincia de Tzendales, en este Obispado de Chiapas, se han descubierto ciertos edificios cuyas ruinas manifiestan ser de una ciudad destruida y tan antigua, que la sucesión de muchos siglos habían borrado la suya de la memoria de los hombres;”
Como consecuencia prosiguieron las investigaciones con una primera expedición en la que el presidente de la Audiencia mandó al teniente José Calderón y al arquitecto Antonio Bernasconi. El arquitecto dio su informe en junio de 1785. Posteriormente, se envió al capitán de artillería Antonio del Río a una segunda expedición. En esta expedición se hicieron 30 dibujos de las piezas más destacables de Palenque gracias al artista y pintor Ricardo Armendáriz.
Existen otras teorías de cómo se redescubrió Palenque. Brasseur de Bourbourg asegura que la guía oficial dice que el sobrino del padre español Antonio de Solís, fue el primero en ver las construcciones de Palenque hechas de piedra caliza blanca en 1746. Sin embargo, esta teoría no se toma mucho en cuenta ya que el Gobierno de Guatemala lo juzgó de poco interés. Stephens cree que las ruinas fueron reveladas por indios que sembraron maíz en diferentes lugares del monte.

## Su vida después del descubrimiento
Como se menciona anteriormente, después de escribir su obra, tuvo un pleito en 1794 con el doctor italiano Pablo Félix Cabrera frente a la Real Audiencia de Guatemala. A pesar de su buena relación, más tarde empezó a deteriorarse por las declaraciones de Félix hacia Ordóñez, de que gran parte de su libro “Historia de la Creación del Cielo y de la Tierra”, fue copiada de manuscritos que se encontraban en el convento de padres dominicos. Posteriormente, el pleito lo ganó el sacerdote debido a que Pablo Félix Cabrera había plagiado su teoría de los orígenes de los indígenas en el Continente Americano, así como otras ideas. Durante este tiempo, el chiapaneco estaba viviendo en Guatemala.
Con su regreso a Chiapas en 1801, fue nombrado canónigo de la diócesis y también fue profesor de teología en el Colegio Tridentino. En enero de 1808, Chiapas tuvo la visita del viajero austriaco Guillermo Dupaix y el canónigo, Ordóñez, fue el que le aconsejó y le dio a conocer las ruinas de Palenque.
En 1801, tuvo distintas funciones cuando formaba parte de la diócesis, fue provisor vicario general, juez de Testamos y Obras Pías, y comisario del Santo Oficio. El primero de abril de 1819 fue uno de los fundadores de la Sociedad Económica de los Amigos del País de Ciudad Real de Chiapas. En agosto de 1818, envió a la Nueva Guatemala muestras de la grana que se cultivaba en Chiapas. En agosto de 1822, proporcionó sugerencias sobre la navegación en el río Tulijá.
A mediados de 1825, el general Juan Pablo Anaya encontró entre las cosas personales de Ordóñez, su gran obra  “Historia de la creación del cielo y la Tierra conforme al sistema de la gentilidad Americana”, la cual no había sido terminada. Fue publicada hasta 1907 en México por Nicolás León. Esta es una de las razones por la que se dice que el canónigo Ordóñez falleció en este año. El segundo motivo es que existe un documento que se encuentra en el Archivo del Poder Judicial del Estado en San Cristóbal de Las Casas donde se afirma esta fecha.

## Su obra: ”Historia de la creación del Cielo y de la Tierra”
Esta obra inédita, la Historia de la creación del Cielo y de la Tierra, fue escrita por el presbítero Ordóñez. Causa de mucha polémica debido a que algunos doctores o investigadores pensaban que era copiada de otros manuscritos. Fue publicada hasta 1907 en México por León Nicolás, mucho después de su creación. Incluye varias historias que le contaban sobre Palenque y hace referencias a dos importantes documentos en los que se basó: “Theología de Las Culebras” y “La probanza del Votán”.
En esta obra se menciona que “Votán (dice el Prelado) es el tercero Gentil, que está puesto en el calendario; y en el cuadernillo histórico, escrito en idioma indio;”.

## Sobre Votan
El padre Ramón de Ordóñez y Aguiar escribía historias sobre la zona Maya de Palenque. Eran inspiradas de otro trabajo hecho por el obispo Núñez de la Vega, cuyo informe se basaba más en mitologías que en hechos. Ordóñez recolectó la información que había juntado de la Vega en el documento llamado Probanza de Votan.  La creencia de un inexistente dios maya llamado ‘Votan’, quien fue el fundador de Palenque, según Ordóñez, continúa en nuestros días gracias a él. Cultivó la idea de que los creadores de las grandiosas ciudades de Mesoamérica vienen del Medio Este. Según Ordóñez, Votan era un héroe de los Tzeltales (grupo étnico ubicado en Los Altos, Chiapas), que viajó a varias tierras del Viejo Mundo por alrededor de Egipto y Palestina.
La siguiente cita es de Brasseur, que se basó en el famoso manuscrito de Ordóñez, “Historia de la creación del cielo y la Tierra conforme al sistema de la gentilidad Americana”, para dar la relación de la fundación de Palenque:
«Algunas centurias antes de la Era Cristiana, llegó á la Laguna de Términos una pequeña flota de barcas, de la que una persona distinguida llamada Votan, acompañado de otros jefes, saltó á tierra. Venía de un lugar llamado Volconvotan, «tierra de Votan», que el Comendador Ordóñez cree haber sido la Isla de Cuba.»
La historia de Votan terminó así:
«Votan penetró en el país, á lo que parece, sin haber sido molestado por los naturales: se supone, que en la región superior del Usumacinta, y cerca de uno de los afluentes de este río, es donde tuvo su origen la civilización de la América Central, pues durante su permanencia en esta región, se erigió una ciudad al pié de la montaña de Tumbalá que llegó a ser la metrópoli de un grande imperio; esta ciudad se llamó Nachan (ciudad de las Serpientes), y los restos de sus edificios «son las ahora admiradas ruinas del Palenque. »»